# A halálraítélt
Pour plus de détails, voir Fiche technique et Distribution.
A halálraítélt est un film hongrois réalisé par János Zsombolyai, sorti en 1990.

## Fiche technique
- Titre : A halálraítélt
- Réalisation : János Zsombolyai
- Scénario : Ferenc Jeli, Ákos Kertész et János Zsombolyai
- Musique : Tomaso Albinoni, György Behár, Jan A. P. Kaczmarek et György Ránki
- Photographie : Gábor Szabó
- Montage : Mari Miklós et Zsuzsa Pósán
- Société de production : Reflex Film
- Pays :  Hongrie
- Genre : Drame
- Durée : 91 minutes
- Dates de sortie : 
  -  Hongrie : 3 mai 1990

## Distribution
- Péter Malcsiner : Gergõ Ferenc
- Barbara Hegyi : Payer Zsuzsa
- István Bubik : Nagy Béla
- Gábor Máté : Wágner Sándor
- Teri Földi : Gergõ édesanyja
- Miklós Székely B. : Õr
- Dénes Ujlaky : Börtönorvos
- István Fonyó : Igazgató

## Distinctions
Le film a été présenté en sélection officielle en compétition lors de Berlinale 1990.